# Franta Kocourek
František „Franta“ Kocourek (21. února 1947 Brno-Řečkovice – 7. července 1991 Vír) byl český bavič, silák, herec, znalec brněnského hantecu, který se proslavil řadou happeningů, ze kterých vychází ve svých vystoupeních Miroslav Donutil.

## Život

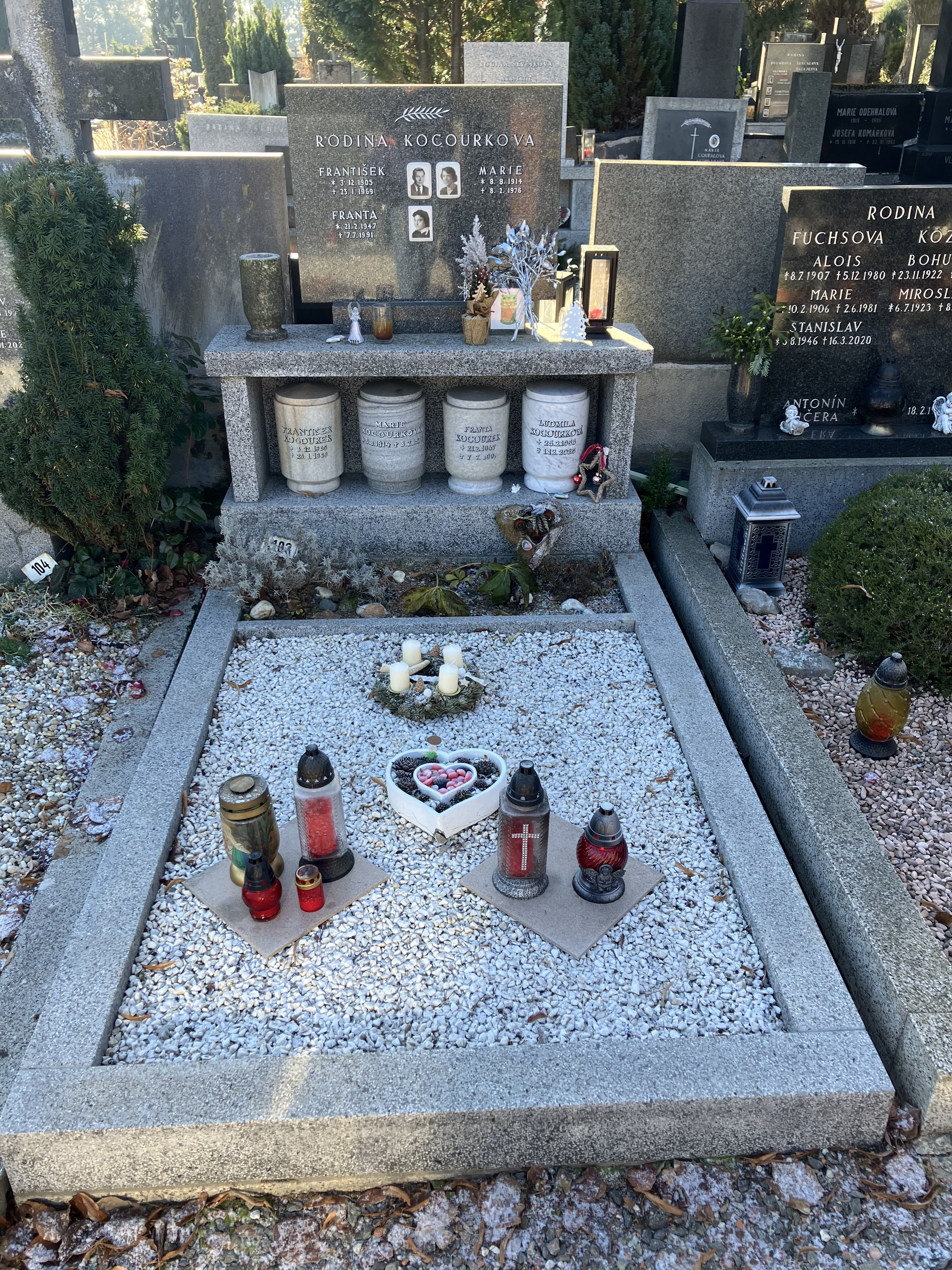
Hrob Franty Kocourka

Vyučil se písmomalířem na brněnském výstavišti, pracoval v uhelných skladech. Od mládí se věnoval zápasení v družstvu Zbrojovky Brno.
V roce 1975 vstoupil do povědomí celého Československa, když se rozhodl, že udělá z Rudy Kovandy Zlatého slavíka, což se téměř podařilo. Když se organizátorům začaly hromadit hlasy pro Rudyho, dopátrali se toho, že o celé akci vůbec netuší a že se vlastně jedná o recesi. Anulovali všechny jeho hlasy a vyhrál opět Karel Gott. Postava Franty Kocourka je neoddělitelně spojena s městem Brnem, kde žil a působil.
Řadu let byl členem souboru Divadla Husa na provázku.
Smrt ho zastihla předčasně a nečekaně ve Víru. Selhalo mu srdce, když seděl s přáteli v restauraci. Mnoho lidí si tehdy myslelo, že zpráva o jeho smrti je jen další recese. Je pohřben na hřbitově v Brně-Řečkovicích (2A/103).
Dne 9. července 2021 u příležitosti třiceti let od jeho skonu mu byl odhalen pomník instalovaný na Palackého náměstí v brněnských Řečkovicích v parku u kostela svatého Vavřince.

## Filmografie

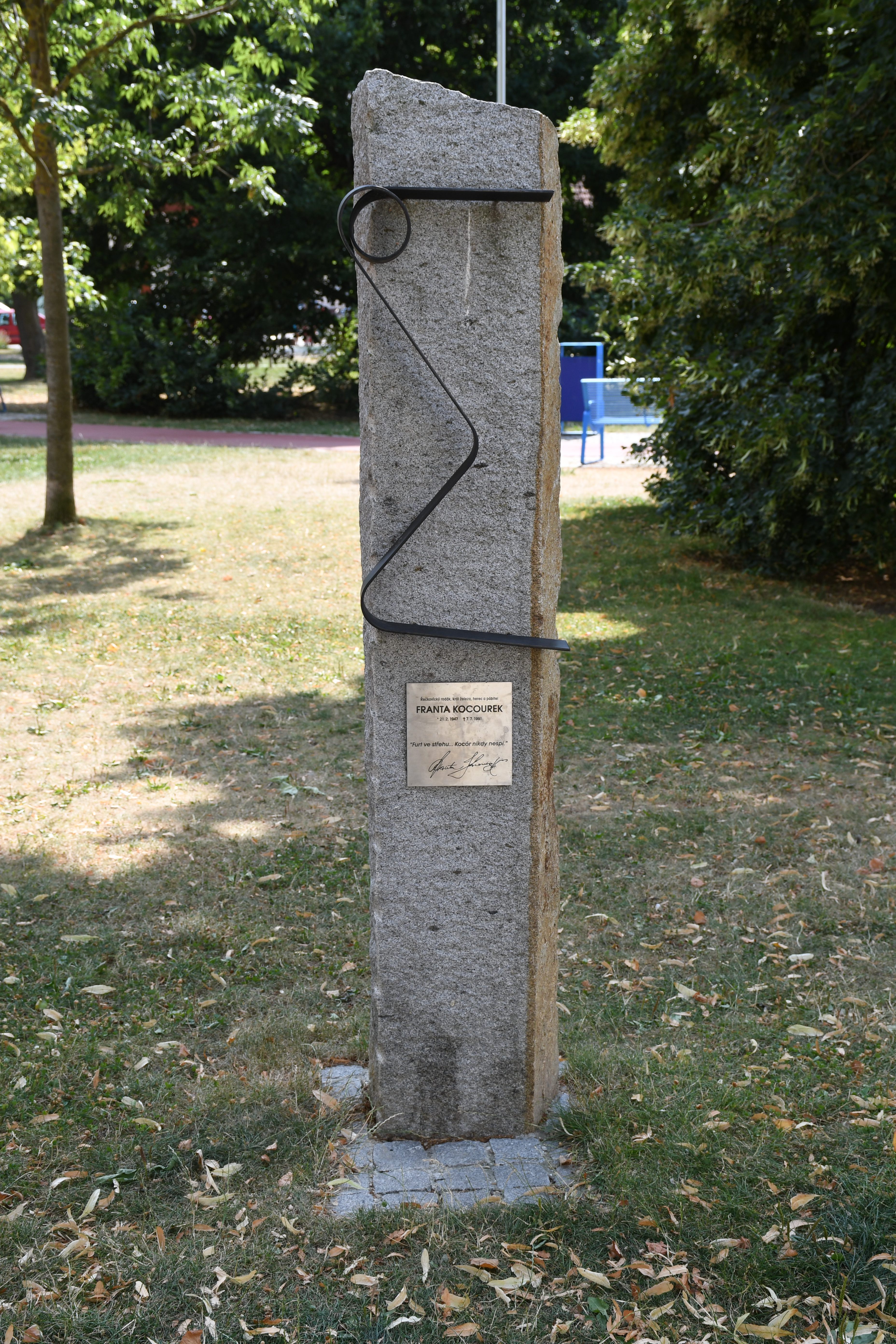
Pomník Franty Kocourka v Řečkovicích

### Film
- 1974 Pavlínka – role: silák na jarmarku
- 1975 Hudba kolonád – role: silák
- 1978 Balada pro banditu – role: silák
- 1985 Kára plná bolesti – role: Sisyfos mladší
- 1986 Antonyho šance – role: Pako
- 1987 Páni Edisoni – role: Hubička

### Televize
- 1972 Tím hůř, když padnou – role: Toro Molina
- 1972 Hnízdo – role: Franta Slezáček
- 1973 Kouzelný hrášek
- 1975 Táto, něco bouchlo! – role: řidič kamionu
- 1980 Commedia del arte
- 1985 Šahrazád
- 1985 Ve spirále času – Hrad a jeho legendy
- 1987 Dnes je u nás country bál
- 1987 Sešlost
- 1989 Ježek z kiosku
- 1989 Manéž Bolka Polívky
- 1989 Smrt v kruhu – role: vyhazovač
- 1991 Černá Fortuna – role: kovář
- 1991 Hudba na pomezí

### Dokumenty
Krátce po jeho smrti brněnské studio České televize a režisér Karel Fuksa připravili dvoudílný vzpomínkový pořad To byl Franta Kocourek (1992). V roce 2017 o něm režisér a scenárista Jiří Vondrák natočil televizní dokument
Král železa a smíchu Franta Kocourek.